# Cudot
Cudot is een gemeente in het Franse departement Yonne (regio Bourgogne-Franche-Comté) en telt 273 inwoners (1999). De plaats maakt deel uit van het arrondissement Sens.

## Geografie
De oppervlakte van Cudot bedraagt 19,8 km², de bevolkingsdichtheid is 13,8 inwoners per km².
De onderstaande kaart toont de ligging van Cudot met de belangrijkste infrastructuur en aangrenzende gemeenten.

## Demografie
Onderstaande figuur toont het verloop van het inwonertal (bron: INSEE-tellingen).